# Phú Mỹ (phường)
Phú Mỹ là một phường thuộc Thành phố Hồ Chí Minh, Việt Nam. Đây là một trong 168 đơn vị hành chính cấp xã ở Thành phố Hồ Chí Minh sau đợt Sáp nhập tỉnh, thành Việt Nam 2025

## Địa lý
Phường Phú Mỹ có vị trí địa lý:

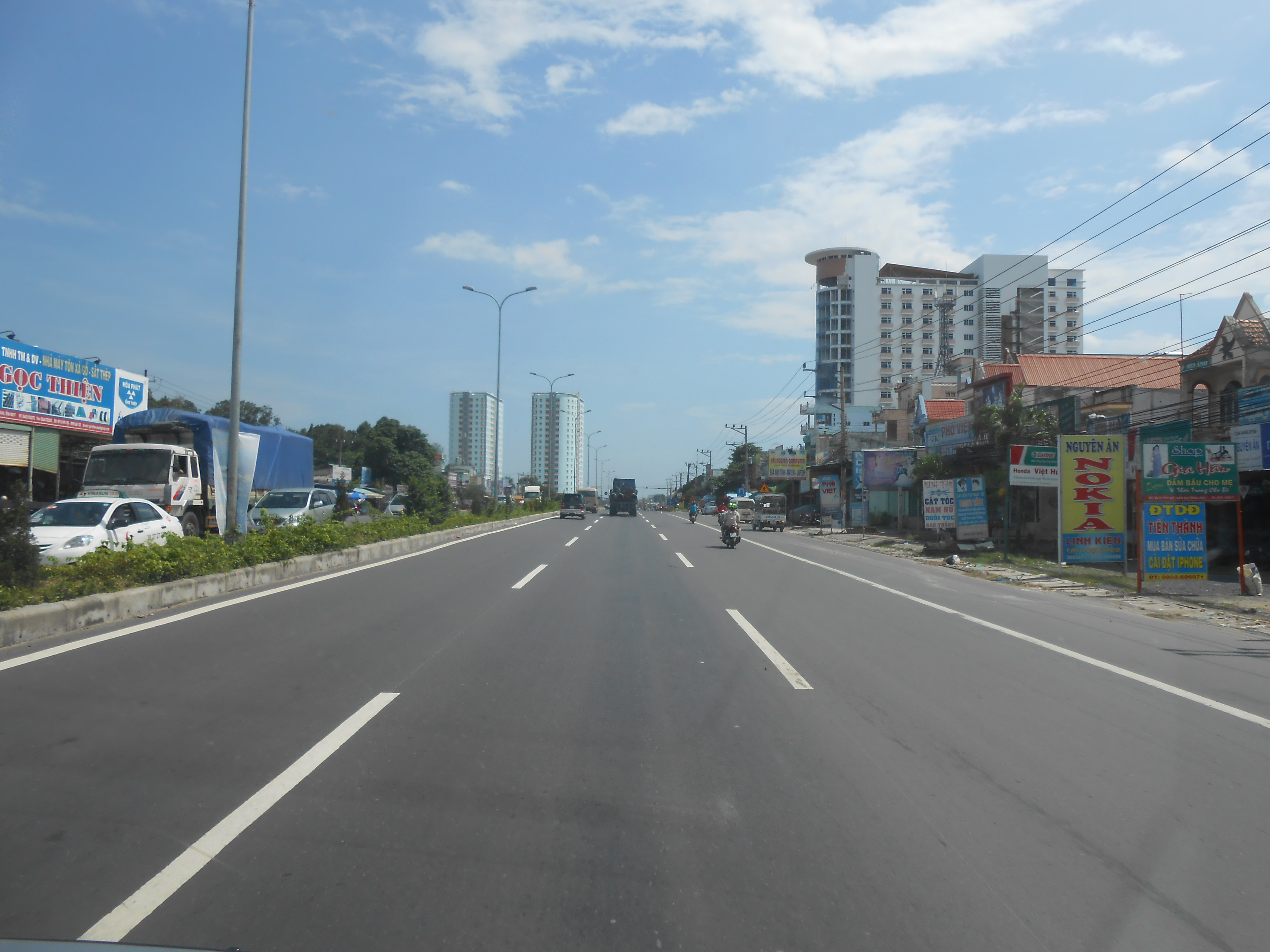
Quốc lộ 51 đoạn qua trung tâm phường Phú Mỹ

- Phía đông giáp phường Tân Thành và xã Châu pha
- Phía tây giáp xã Thạnh An qua sông Thị Vải
- Phía nam giáp phường Tân Phước
- Phía bắc giáp xã Phước Thái (Đồng Nai)
- Phía đông bắc giáp xã Phước An (Đồng Nai)

Phường Phú Mỹ có diện tích 70,92 km², dân số là 78.641 người, mật độ dân số đạt 1.109 người/km².

## Lịch sử
Sau năm 1975, Phú Mỹ là một xã thuộc huyện Châu Thành cũ.
Ngày 8 tháng 12 năm 1982, Hội đồng Bộ trưởng ban hành Quyết định số 192-HĐBT. Theo đó:
- Chia xã Phú Mỹ thành xã Phú Mỹ và xã Mỹ Xuân
- Sáp nhập ấp Trảng Lớn của xã Phú Mỹ vào xã Hắc Dịch.

Ngày 2 tháng 6 năm 1994, Chính phủ ban hành Nghị định số 45-CP. về việc:
- Chuyển xã Phú Mỹ về huyện Tân Thành mới thành lập.
- Thành lập thị trấn Phú Mỹ – thị trấn huyện lỵ huyện Tân Thành trên cơ sở toàn bộ 3.100 ha diện tích tự nhiên và 7.765 người của xã Phú Mỹ.

Ngày 7 tháng 10 năm 2013, Bộ Xây dựng ban hành Quyết định số 969/QĐ-BXD về việc công nhận thị trấn Phú Mỹ mở rộng (gồm thị trấn Phú Mỹ và 4 xã: Hắc Dịch, Mỹ Xuân, Phước Hòa, Tân Phước) là đô thị loại IV.
Ngày 12 tháng 4 năm 2018, Ủy ban Thường vụ Quốc hội ban hành Nghị quyết số 492/NQ-UBTVQH14 về việc:
- Thành lập thị xã Phú Mỹ thuộc tỉnh Bà Rịa – Vũng Tàu trên cơ sở toàn bộ huyện Tân Thành.
- Thành lập phường Phú Mỹ thuộc thị xã Phú Mỹ trên cơ sở toàn bộ 31,87 km² diện tích tự nhiên và 29.738 người của thị trấn Phú Mỹ.

Ngày 15 tháng 1 năm 2025, Ủy ban Thường vụ Quốc hội ban hành Nghị quyết số 1365/NQ-UBTVQH15 về việc thành lập các phường thuộc thị xã Phú Mỹ và thành lập thành phố Phú Mỹ thuộc tỉnh Bà Rịa – Vũng Tàu (nghị quyết có hiệu lực từ ngày 1 tháng 3 năm 2025). Theo đó, thành lập thành phố Phú Mỹ thuộc tỉnh Bà Rịa – Vũng Tàu trên cơ sở toàn bộ thị xã Phú Mỹ. Phường Phú Mỹ trực thuộc thành phố Phú Mỹ.
Ngày 16 tháng 6 năm 2025, Ủy ban Thường vụ Quốc hội ban hành Nghị quyết số 1685/NQ-UBTVQH15 về việc sắp xếp các đơn vị hành chính cấp xã của Thành phố Hồ Chí Minh. Theo đó, sắp xếp toàn bộ diện tích tự nhiên, quy mô dân số của phường Phú Mỹ và phường Mỹ Xuân (thành phố Phú Mỹ, tỉnh Bà Rịa – Vũng Tàu cũ) thành phường mới có tên gọi là phường Phú Mỹ.

## Du lịch
- Núi Thị Vải[8][9]
- Chùa Đại Tòng Lâm